# 虹の丘
虹の丘（にじのおか）は、宮城県仙台市泉区の地名｡現行行政地名は虹の丘1丁目から虹の丘4丁目。

## 交通
- 仙台市地下鉄 - 最寄り駅は南北線八乙女駅｡
- 宮城交通バス - 虹の丘団地内には6箇所のバス停がある。
  - 虹の丘団地入り口
  - 虹の丘1丁目
  - 三島学園東北生活文化大学高校前
  - 虹の丘2丁目
  - 虹の丘3丁目
  - 虹の丘4丁目

## 教育機関、公共施設
- 仙台市立虹の丘小学校
- 学校法人三島学園 東北生活文化大学
- 虹の丘コミュニティーセンター

## 近隣の地区
- 双葉ヶ丘
- 上谷刈
- 東勝山
- みずほ台

| スタブアイコン | サブスタブ | この項目は、まだ閲覧者の調べものの参照としては役立たない、宮城県に関連した書きかけの項目です。この項目を加筆・訂正などしてくださる協力者を求めています（P:日本の都道府県/宮城県）。 |